# 아시안 하이웨이 2호선
아시안 하이웨이 2호선(, Asian Highway 2)은 인도네시아 자와섬에서 출발하여 말레이시아와 인도를 거쳐서 이란에서 길이 끝난다. 다만, 이란과 인접한 이라크의 국경선이 실질적인 종점으로 나와 있지만, 인도네시아에서 싱가포르 사이의 구간은 아시안 하이웨이 1호선의 부산 - 규슈 구간과 동일하게 여객선으로 연결된다.

## 주요 경유지

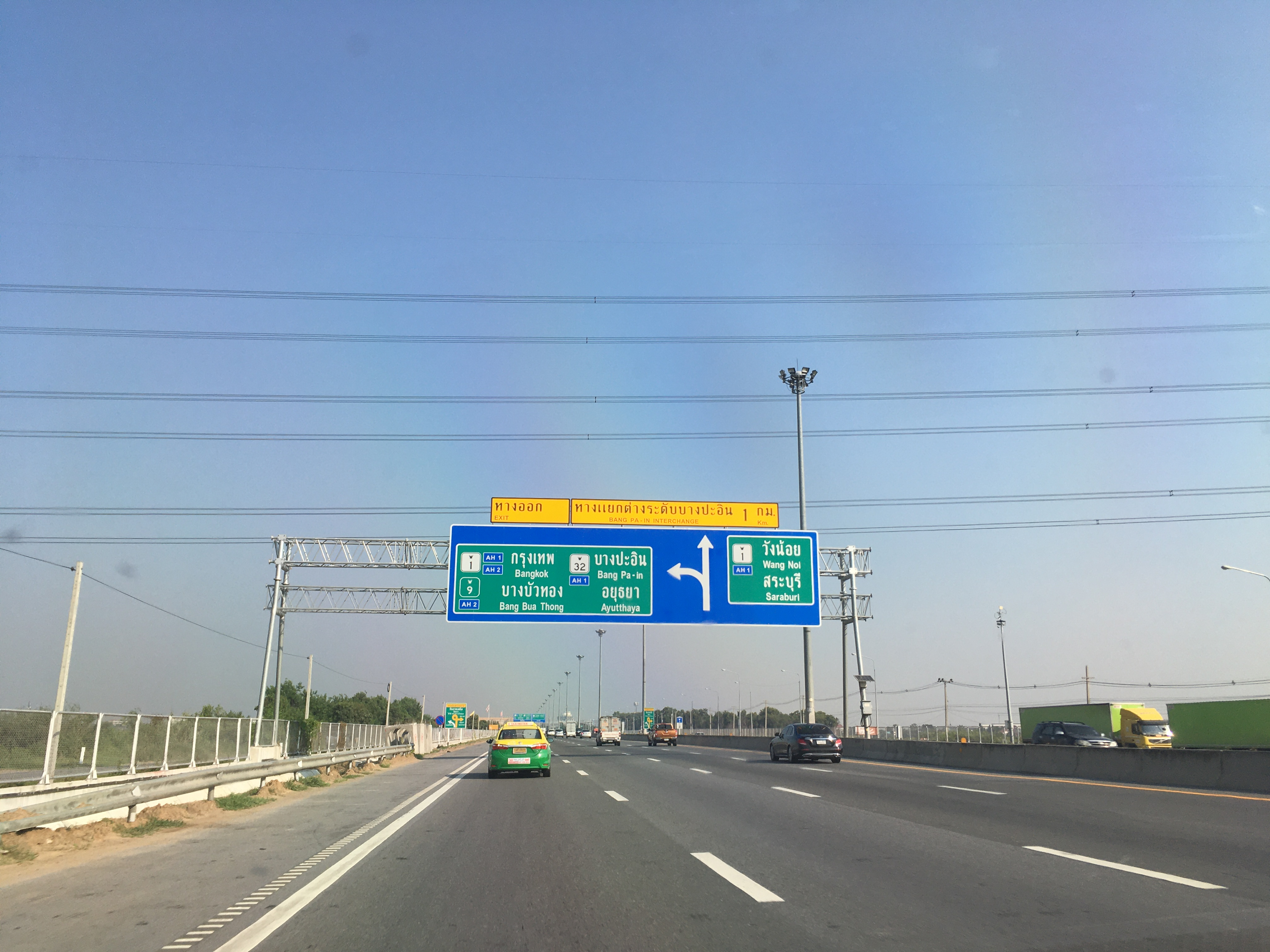
태국 고속도로 9 번 방빠인 접합

### 인도네시아
총 연장은 1,440 km이다.
- 덴파사르 - 수라바야 - 응가위 - 수라카르타 - 세마랑 - 치캄펙(영어판) - (반둥) - 자카르타 - 메락항(영어판)
  - AH2의 주요 유료 도로 : 자와 횡단 고속도로(영어판)

### 싱가포르
총 연장은 19 km이다.
- 팬아일랜드 익스프레스웨이(영어판) : 싱가포르 창이 공항 - BKE
- 부킷 티마 익스프레스웨이(영어판) : PIE - 우드랜드
- 조호르-싱가포르 코즈웨이(영어판)

### 말레이시아
총 연장은 821 km이다.
- (싱가포르 국경) - 조호르바루 - 세나이우타라 - 스름반 - 쿠알라룸푸르 - 버터워스 - 부킷카유키탐(영어판) - (태국 국경)

### 태국
총 연장은 1,549 km이다.
- (말레이시아 국경) - 사다오 군 - 핫야이 군 - 방콕 - 방빠인 군 - 므앙치앙라이 군 - 매수아이 군 - (미얀마 국경)

### 미얀마
총 연장은 807km이다.
- (태국 국경) - 타킬렉(영어판) - 켕퉁 - 메이크틸라 - 만달레이 - 따무

### 인도
인도는 총 연장이 339km로, 3개의 구간으로 쪼개진다.
- 1단계 구간 : (미얀마 국경) - 모레 (인도)(영어판) - 임팔 - 코히마 - 디마푸르 - 나가온(영어판) - 구와하티 - 실롱 - 다우키(영어판) - (방글라데시 국경)
- 2단계 구간 : (방글라데시 국경) - 실리구리 - (네팔 국경)
- 3단계 구간 : (네팔 국경) - 샤르다강(영어판) - 반바사(영어판) - 하티마(영어판) - 뉴델리 - 와가 - (파키스탄 국경)

### 방글라데시
총 연장은 510km이다.
- (인도 국경1) - 다카 - 실렛 - (인도 국경2)

### 네팔
총 연장은 1,024km이다.
- (인도 국경3) - 헤타우다(영어판) - 브힘다타(영어판) - (인도 국경4)

### 파키스탄
총 연장은 1,828 km이다.
- 도로명 미지정 : (인도 국경) - 와가 - 라호르
- N-5 : 라호르 - 오카라(영어판) - 물탄 - 바하왈푸르 - 라힘야르칸(영어판) - 로리 (파키스탄)(영어판)
- N-65 : 로리 (파키스탄)(영어판) - 수쿠르 - 자코바바드(영어판) - 시비 (파키스탄)(영어판) - 퀘타
- N-40 : 퀘타 - 달단빈(영어판) - 타프탄 (발루치스탄주)(영어판)

### 이란
총 연장은 2,310 km이다.
- 국도 제84호선 : 미르자베(영어판) - 자헤단 - 케르만 - 아나르 (이란)(영어판)
- 국도 제71호선 : 아나르 (이란)(영어판) - 카샨 - 쿰
- 국도 제56호선 : 쿰 - 살라프처건(영어판)
- 고속국도 제5호선 (이란)(영어판) : 살라프처건(영어판) - 사베(영어판)
- 고속국도 제6호선 (이란)(영어판) : 사베(영어판) - 하마단
- 국도 제48호선 : 하마단 - 케르만샤 - 코스라비 (케르만샤주)(영어판) (이라크 국경)